# Modèle discriminatif
En classification automatique, un modèle discriminatif est un modèle statistique qui, étant donné une variable X à laquelle il doit associer une autre variable Y, cherchera à décrire directement la probabilité conditionnelle P(Y|X) à partir des données observées. 

## Quelques critères de classification
- ‌Régression logistique
- Machine à vecteurs de support
- Réseau de neurones artificiels
- Algorithme du voisin le plus proche (en)
- Champ aléatoire conditionnel